# Castello di Valsinni
Das Castello di Valsinni ist eine Burg in der Gemeinde Valsinni in der italienischen Region Basilikata, Provinz Matera. In der vermutlich auf den Resten einer langobardischen Festung kurz nach dem Jahr 1000 errichteten Burg lebte auch die petrarkische Dichterin Isabella di Morra.

## Geschichte
In seinem Buch Isabella Morra e Diego Sandoval de Castro berichtet der Geschichtswissenschaftler Benedetto Croce über die Ursprünge der Anlage und meint, dass sie aus einem Castrum zur Verteidigung der letzten Klause am Fluss Sinni entstanden sei, der ab diesem Punkt seinen Lauf in Richtung auf das ionische Meer nimmt. Die Burg verdankt ihren historischen Wert und ihre Bedeutung der Dichterin, die hier um 1520 geboren und im Alter von etwa 26 Jahren von ihren Brüdern ermordet wurde, als diese von ihrer Beziehung mit Diego Sandoval de Castro, Baron von Bollita, erfuhren. Die Burg mit dem Lehen Favale (dem heutigen Valsinni) kam Anfang des 16. Jahrhunderts durch die Adlige Menocca Vivacque an die Familie Morra, die es mit Höhen und Tiefen etwa 140 Jahre, bis 1638, besaß. Seit 1921 gehört die Burg der Familie Rinaldi.